# Anna Iegórova
Anna Aleksàndrovna Timoféieva-Iegórova (rus: Анна Александровна Тимофеева-Егорова (Kuvxínovo, gubèrnia de Tver, Imperi Rus, 23 de setembre de 1916 - Moscou, 29 d'octubre de 2009) fou una militar soviètica, aviadora de combat de la Força Aèria Soviètica durant la Segona Guerra Mundial amb el grau de tinent.

## Biografia
Abans de l'esclat de la Segona Guerra Mundial, va aprendre a volar i es va convertir en instructora de vol. Quan l'Alemanya Nazi va envair el país, trencant així el pacte Mólotov-Ribbentrop, es va oferir voluntària per anar al front. Durant els anys 1941 i 1942 va volar en missions de reconeixement i suport al 130è Esquadró Aeri d'Enllaç en un biplà de fusta, el Polikàrpov Po-2. Després de ser abatuda, fou transferida l'any 1943 al 805è Regiment d'Aviació d'Atac i va volar més de 270 missions a l'Iliuixin Il-2 Xturmovik, incloent batalles al cel de la península de Taman, Crimea i Polònia.
L'agost de 1944, durant una missió per destruir les forces alemanyes situades en un dels extrems del pont de Magnuszew, prop de Varsòvia, el foc antiaeri va impactar en el seu avió, causant la mort de l'artiller de cua i l'abatiment de l'aeronau. Volant cap per avall, Iegórova va patir cremades mentre sortia de l'avió a baixa alçada i patí fractures d'ossos i altres lesions internes en colpejar-se amb el terra, ja que el paracaigudes es va obrir només parcialment. Va rebre els primers auxilis dels captors alemanys, i després fou enviada amb un camp de presoners de guerra, on les ferides van ser ateses pel Dr. Gueorgui Siniakov. Després de ser abatuda, les autoritats soviètiques van creure que havia mort i li concediren el reconeixement "pòstum" d'Heroïna de la Unió Soviètica.
El 31 de gener de 1945 fou alliberada després que les forces soviètiques van envair el camp de concentració de Küstrin, centre on estava reclosa. Iegórova va ser interrogada contínuament com a traïdora potencial per l'NKVD durant set dies en un campament de filtració de presoners soviètics retornats, ja que els soviètics capturats en vida eren considerats traïdors. Després que d'altres presoners de guerra avalessin la seva conducta i les seves lesions, va ser alliberada però inhabilitada a la Força Aèria Soviètica per raons mèdiques el 1945.
Fou objecte d'un article a la Literaturnaia Gazeta l'any 1961, i el 1965 va rebre finalment la medalla d'Heroïna de la Unió Soviètica.

### Condecoracions
- Heroïna de la Unió Soviètica
- Orde de Lenin
- Dues Ordes de la Bandera Roja
- Dues Ordes de la Guerra Patriòtica 1a classe
- Medalla de la defensa del Caucas
- Medalla de la victòria sobre Alemanya en la Gran Guerra Patriòtica 1941-1945
- Medalla del 20è Aniversari de la Victòria en la Gran Guerra Patriòtica
- Medalla del 30è Aniversari de la Victòria en la Gran Guerra Patriòtica
- Medalla del 40è Aniversari de la Victòria en la Gran Guerra Patriòtica
- Medalla del 50è Aniversari de la Victòria en la Gran Guerra Patriòtica
- Medalla del 60è Aniversari de la Victòria en la Gran Guerra Patriòtica
- Medalla del 30è Aniversari de l'Exèrcit i l'Armada Soviètics
- Medalla del 40è Aniversari de les Forces Armades Soviètiques
- Medalla del 50è Aniversari de les Forces Armades Soviètiques
- Medalla del 60è Aniversari de les Forces Armades Soviètiques
- Medalla del 70è Aniversari de les Forces Armades Soviètiques